# Luisa Rõivas
Luisa Rõivas, född Luisa Värk 6 februari 1987 i Elva i dåvarande Estniska SSR, är en estnisk popsångerska och TV-programledare. Hon är även känd som hustru till den tidigare estländska premiärministern Taavi Rõivas.

## Biografi
Luisa Rõivas är dotter till sångaren Ülo Värk och frun Eve och växte upp i Elva i södra Estland. Som barn tog hon tidigt sång- och pianolektioner. Hon gick i skola i Elva fram till 2002 och tog gymnasieexamen från Tallinna Muusikakeskkool 2006 i Tallinn. Hon studerade därefter ljudteknik vid Baltiska film- och mediehögskolan vid Tallinns universitet fram till 2009. Som artist har hon huvudsakligen varit verksam under sitt flicknamn Luisa Värk.
Rõivas kom tvåa i den första säsongen av Estlands version av Idol (Eesti otsib superstaari) 2007. Hon kom även tvåa i Estlands version av Let's Dance, Tantsud tähtedega, tillsammans med Martin Parmas.
Rõivas tävlade med två bidrag i den estniska uttagningen till Eurovision Song Contest 2008, Eurolaul 2008, första gången med It's Never Too Late tillsammans med bandet Traffic och andra gången med God Inside your Soul med Margus Vaher. Hon deltog i den nationella finalen av Eesti Laul 2015 men kom där sist. I de estländska uttagningarna 2016 deltog hon som jurymedlem i andra semifinalen.
Sedan 2013 är hon TV-programledare för matlagningsprogrammet Lemmikretsept.

## Familj och privatliv
Rõivas lever i ett långvarigt förhållande med den liberale politikern Taavi Rõivas, som 2014–2016 var Estlands premiärminister. Paret är gifta sedan 2017 och har en dotter, Miina Rihanna, född 2009, samt en son, Herman, född 2016.

## Diskografi

### Album
- Tunnete allee (2008)
- Progress (mars 2006)
- Kus oled Sa (april 2005)

### Singlar
- Kus oled Sa (2005)
- Lahkumise päev (2008)
- Kui sa teaks (2008)
- Võõras (februari 2009)
- Tühjus toas ja südames (september 2009)
- Kodu (2011)
- Aastaring (2011)
- Linnamuinasjutt (Luisa Värk & Lauris Reiniks, 2011)
- Sind ootama jään (2012)
- Keerleval Kaljul (Luisa Värk & Lauris Reiniks, 2013)
- Palun Pöördu Tagasi (2013)

### Övriga sånger
- It's Never Too Late (med Traffic)
- God Inside Your Soul (med Margus Vaheriga)
- Kus oled Sa (med Geminic)